# Boholia
Boholia là một chi thực vật có hoa trong họ Thiến thảo (Rubiaceae).

## Loài
Chi Boholia gồm các loài: